# Système de réduction de la traînée
Pour les articles homonymes, voir DRS.

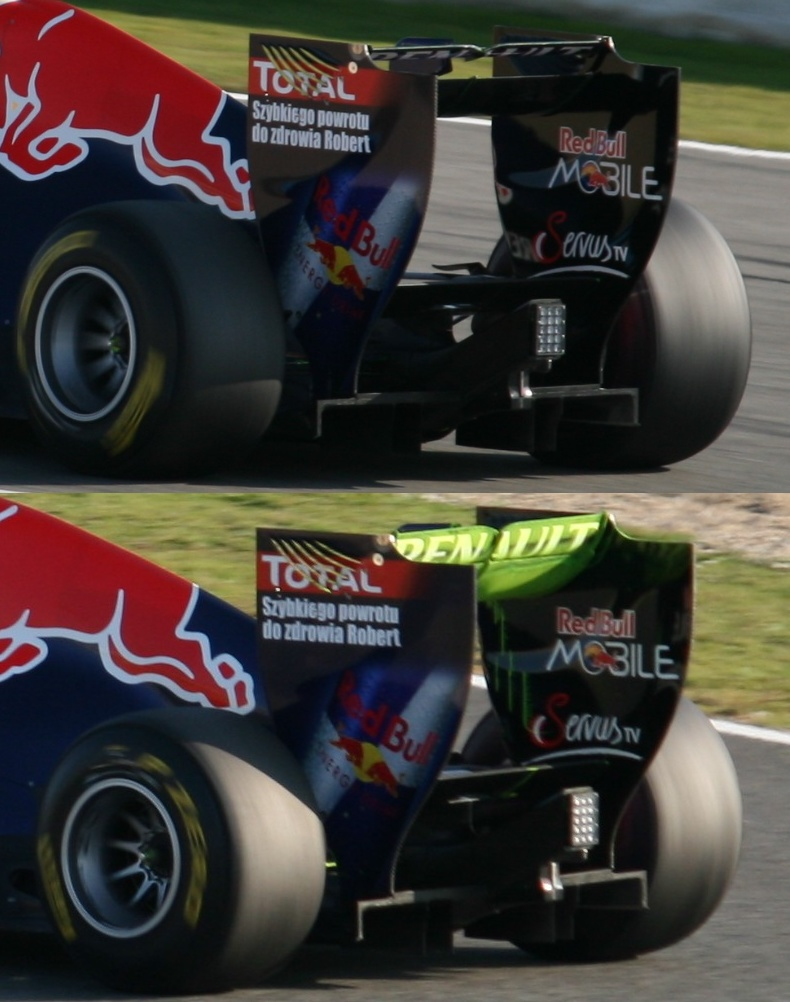
DRS en action :
- En haut : ouvert ;
- En bas : fermé.

Le Système de réduction de la traînée (en anglais Drag Reduction System, ou DRS), est un dispositif mobile monté sur l'aileron arrière d'une monoplace permettant de réduire la traînée aérodynamique au détriment de l’adhérence au sol. 

## Formule 1
Autorisé depuis la saison 2011 en Formule 1, il permet une réduction de la traînée lorsqu'il est ouvert et donc un gain de vitesse, ce qui rend les dépassements plus faciles. Il n'est activé que sur certaines sections d'un circuit (dites zones DRS), en général des lignes droites, et désactivé sur le reste du circuit, notamment dans les sections sinueuses afin de rétablir une bonne adhérence au sol.
Son utilisation est autorisée à tout pilote qui en même temps :
- est à moins d'une seconde du pilote le précédant sur la ligne de détection (ligne où est mesuré l'écart entre les deux voitures. Elle se trouve avant la ligne d'activation). Cette durée peut être adaptée par la FIA ;
- se trouve dans une des zones d'activation du DRS, prédéfinies avant le début du weekend de Grand Prix ;
- a effectué deux tours de circuit depuis le début de la course, ou depuis la fin de la limite de vitesse de la voiture de sécurité. Depuis 2024, cette distance est réduite à seulement un tour.

## Utilisation
Ce système permet ainsi de faciliter les dépassements en course et d'améliorer les performances lors des essais. D'après Mercedes, 363 dépassements sur 804 ont été rendus possibles par le DRS durant la saison 2011 de Formule 1.